# The Lord

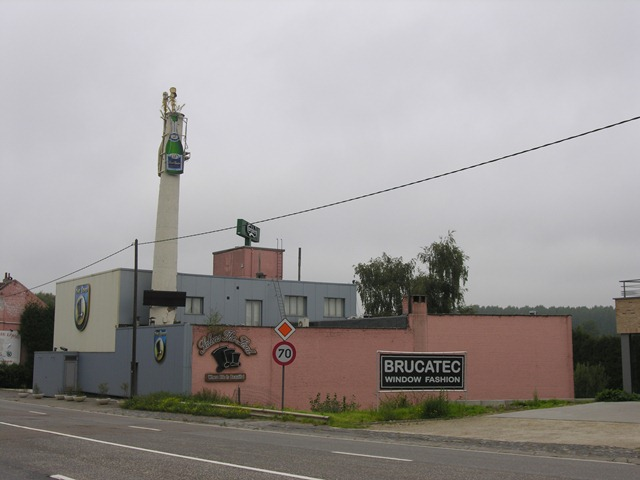
The Lord in 2010

The Lord was een Belgische discotheek, gelegen aan de Ninoofsesteenweg (N8) in Dilbeek (Schepdaal).

## Geschiedenis
Het gebouw was oorspronkelijk de melkerij van Schepdaal 'Sint-Rumoldus'. Eind jaren 1960 fusioneerde 'Sint-Rumoldus' met de melkerij van Oetingen en kwam het gebouw leeg te staan. De heer Nestor Van Bellinghen kocht het gebouw begin jaren 1970 om een wijnhandel in te beginnen. Daarbij hoorde vanzelfsprekend ook wijn proeven. De Vlaming is echter een bierdrinker en het duurde dan ook niet lang of er werd ook bier geschonken. Dan moet er ook muziek bij en zo evolueerde het gebeuren tot discotheek. In 1974 overleed Nestor Van Bellinghen plots, daarna werd de zaak uitgebaat door zoon Emile Van Bellinghen die het omdoopte tot 'Salons The Lord'. Hij richtte ook een banketzaal in het gebouw in. Samen met zijn partner Walter Bortel, baatte Emile Van Bellinghen de zaak 25 jaar uit, tot deze in het jaar 2000 werd verkocht aan René Juwet. Deze vernieuwde het interieur en doopte de naam om tot 'The Lord'. Na enkele jaren als discotheek werd het gebouw in 2011 door René Juwet verkocht aan de huidige eigenaar.
Bekende Vlamingen, maar ook missen en grote beroemdheden kwamen graag langs de Lord om een feestje te bouwen. Fats Domino, Helen Shapiro, Julio Iglesias, Gloria Gaynor, Demis Roussos, Jean-Claude Van Damme, Jacques Vermeire, Nicole en Hugo, Véronique De Kock, Tanja Dexters, Goedele Liekens, Phaedra Hoste en ook Mathilde d'Udekem d'Acoz waren enkele van de bekende gasten in The Lord. Sam Gooris vroeg er aan de ingang Kelly Pfaff ten huwelijk.
In 1997 werd de Lord gebruikt als décor voor enkele scènes in de Vlaamse film Oesje! van Chris Van den Durpel.
Eind 2011 kocht een nieuwe eigenaar het gebouw en startte in 2012 met verbouwingen. 